# جيني شناهان
جيني شناهان (ولدت سنة 1897 وتوفيت في 29 من ديسمبر من عام 1936)، هي عضوا في جيش المواطن الأيرلندي حيث قاتلت في ثورة عيد الفصح وحرب الاستقلال الأيرلندية..

## حياتها ونشاطها
اشتهرت جين، ابنة مايكل شاناهان باسم جيني. وقد عاشت عائلتها في غرفة واحدة في ميرسر ستريت. بالرغم من أنها تنتمي إلى عائلة كبيرة إلا أن خمسة من إخوتها ماتوا في سن مبكرة. كما أنها حصلت على عمل في معمل جاكوبس. يعتقد أن جين من شهداء الحرية وقائدة نشطة في الاتحاد الإيرلندي للنساء العاملات. حيث انضمت إلى جيش المواطن الإيرلندي سنة 1913، أي الفترة التي ازدهرت فيها المساواة بالنسبة للنساء. وكنتيجة لذلك شاركت جين في مناورات الجيش وتدريب المجندين. كانت جين مديرة المتجر التعاوني في مبنى البلدية حين حدوث ثورة عيد الفصح. وتم ارسالها إلى قلعة دبلن بأمر من شون كونولي بصفتها مقاتلة في جيش المواطن الإيرلندي. وبعد فشل المحاولة عادوا إلى مبنى البلدية لترى وفاة قائدها على سطح المبنى بعد إطلاق نار. ادعت أنها التقت بجنود بريطانيين في طريق عودتها من قلعة دبلن إلى مبنى البلدية وافترضوا أنها مدنية أسيرة. ثم سألت عما إذا كانت بخير والمعلومات التي يمكن أن تقدمها عن المتمردين، فأجابت جين بأنهم عاملوها بلطف وأنه هنالك المئات منهم على سطح المبنى. تقدَّم الجنود البريطانيون ببطء أكثر، رغم تقدمهم الذي أتاح للحامية الوقت لتتخذ مواقعها.
تعتبر شاناهان واحدة من النساء اللاتي اعتقلن بعد سنة 1916 وتم استجوابها في مبنى ريتشارد باريكس. أُطلق سراحها في 8 مايو من عام 1916 وواصلت دعم المتطوعين الأيرلنديين. في 12 مايو 1917، قامت كل من جيني شاناهان، روزي هاكيت، هيلينا مولوني وبريجيد ديفيس بإغلاق أنفسهم داخل ما تبقى من مبنى البلدية، وعلقوا لافتة على الجدران تعلن «أن جيمس كونولي قتل في 12 مايو من عام 1916». فقد عملوا جاهدين ليتأكدوا أن واقعة سنة 1916 لم تذهب سدى. اضطرت شاناهان إلى العمل خلال حرب الاستقلال لتجنب المزيد من الاعتقالات من جانب السلطات بتهمة إخفاء الأسلحة والرسائل. لذلك قامت بإدارة مستشفى في منزل كولينسوود حيث كان القديس إندا يمكث بالأصل.
وعندما ماتت سنة 1936، ألقت هيلينا مولوني خطابا على قبرها. ودُفنت في مقبرة غلاسنيفين بدبلن.